# Boyuk Aghayev
Boyuk Mammad oglu Aghayev (en azerí: Böyük Məmməd oğlu Ağayev; 10 de diciembre de 1907, Shusha – 18 de octubre de 1965, Bakú) fue un médico y estadista de Azerbaiyán, Ministro de Salud de la República Socialista Soviética de Azerbaiyán entre 1958 y 1963.

## Biografía
Boyuk Aghayev nació el 10 de diciembre de 1907 en la ciudad de Shusha. A la edad de 14 años ingresó al Seminario de Profesores de Shusha y después de cinco años comenzó a enseñar en una de las escuelas rurales de Şamaxı. También recibió educación pedagógica superior y se graduó del Instituto Pedagógico de Azerbaiyán en 1935. 
En 1942 se graduó de la Facultad de Tratamiento y Prevención del Instituto Estatal de Medicina de Azerbaiyán. Después de graduarse de la universidad empezó a trabajar como médico. Entre 1958 y 1963 fue Ministro de Salud de la República Socialista Soviética de Azerbaiyán. Desde mayo de 1963 hasta el final de su vida fue director del Instituto Estatal de Azerbaiyán para el Avance de los Médicos.
Boyuk Aghayev fue miembro del Partido Comunista de la Unión Soviética desde 1942. Fue elegido diputado de la 5ª convocatoria del Sóviet Supremo de la República Socialista Soviética de Azerbaiyán. Fue condecorado con la Orden de Lenin (1961) y medallas de la Unión Soviética.
Boyuk Aghayev falleció el 18 de octubre de 1965 en Bakú y fue enterrado en el Callejón de Honor.